# Boroczyce
Boroczyce (ukr. Борочиче) – wieś na Ukrainie w rejonie łuckim obwodu wołyńskiego.
Do 2020 w rejonie horochowskim. 

## Historia
Pod koniec XIX w. wieś w gminie Brany, w powiecie włodzimierskim.